# Daling, Guangdong
Daling (kinesiska: 大岭) är ett stadsdelsdistrikt i sydöstra Kina. Det ligger i Huidong härad i staden Huizhou i provinsen Guangdong, omkring 150 kilometer öster om provinshuvudstaden Guangzhou. Antalet invånare är 115 762. Befolkningen består av 54 762 kvinnor och 61 000 män. Barn under 15 år utgör 22,0 %, vuxna 15-64 år 72 %, och äldre över 65 år 5,0 %.